# Maison de Hatzfeld
Pour les articles homonymes, voir Hatzfeld.
La maison de Hatzfeld est une famille subsistante de la noblesse allemande dont la filiation est suivie depuis le XIIIe siècle. Franz Ludwig von Hatzfeldt, issu de la branche cadette, fut titré prince de Hatzfeld (Fürst von Hatzfeld) en 1803.

## Origine
La maison de Hatzfeld a pris son nom d'un château situé sur les bords de l'Eder, dans la Hesse supérieure.[réf. nécessaire]

## Histoire
La maison de Hatzfeld s'est divisée en 1481 en deux branches, la branche ainée, éteinte, et la branche cadette, subsistante.
Pendant la guerre de Trente Ans, Melchior de Hatzfeld (de) fut l'un des meilleurs généraux de l'Empereur. Il battit le comte palatin Charles-Louis, près de Lemgo, en 1638, se signala à la bataille de Dutlingen (1640), fut fait prisonnier à celle de Jankau et reçut, plus tard, le commandement d'une armée avec laquelle il prit Cracovie. Ce Hatzfeld, comblé de biens et d'honneurs, fut élevé à la dignité de comte de l'empire en 1641 et mourut en 1658.
Un des descendants de son frère, François Philippe Adrien de Hatzfeld, né en 1707 et mort en 1779, obtint, en 1741 l'érection en principauté de la seigneurie de Trachenberg en Silésie, et fut fait prince de l'empire en 1748. Cette branche s'éteignit vers la fin du XVIIIe siècle. Son héritier, le comte Franz Ludwig (1756–1827) de la ligne Hatzfeldt-Werther-Schönstein, fut elevé prince prussien de Hatzfeld-Trachenberg en 1803. Son petit fils Hermann, 3ème prince, fut elevé prince de Hatzfeldt et duc de Trachenberg en 1900.
La seconde branche a produit le général Hatzfeld, gouverneur de Berlin en 1808. Les comtes de Hatzfeld-Wildenburg-Weisweiler sont devenus princes de Hatzfeldt-Wildenburg en 1870 et s'éteignirent en 1941. Un petit-fils, le comte Hermann Dönhoff (né en 1941), a herité des châteaux de Crottorf et de Schönstein près de Friesenhagen et porte le nom comte de Hatzfeldt-Wildenburg-Dönhoff.

## Personnalités
- Franz von Hatzfeld (1596-1642), prince-évêque de Wurtzbourg et de Bamberg
- Melchior de Hatzfeld (de) ( -1658)
- Franz Ludwig von Hatzfeldt (1765-1827)
- Sophie von Hatzfeldt (1805-1881)
- Hermann Anton von Hatzfeldt (1808-1874)
- Maximilian von Hatzfeldt zu Trachenberg (1813-1859)
- Alfred von Hatzfeldt (de) (1825-1911)
- Paul von Hatzfeldt (1831-1901)
- Elisabeth von Hatzfeldt zu Trachenberg (1839-1914), Fürstin zu Carolath-Beuthen
- Hermann von Hatzfeldt (1848-1933)
- Hermann von Hatzfeldt-Wildenburg (de) (1867-1941)

## Châteaux et demeures

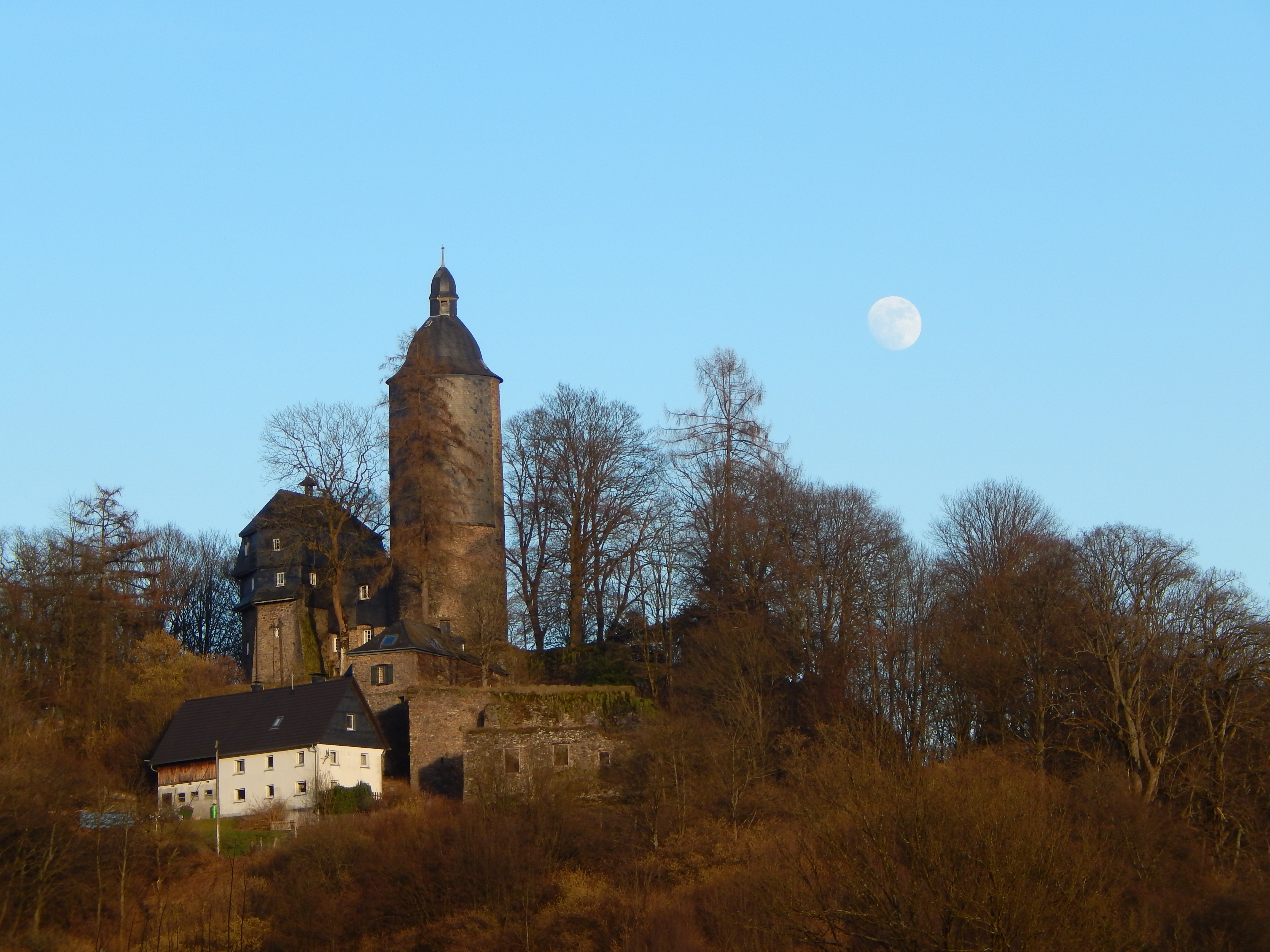
Le château de Wildenburg
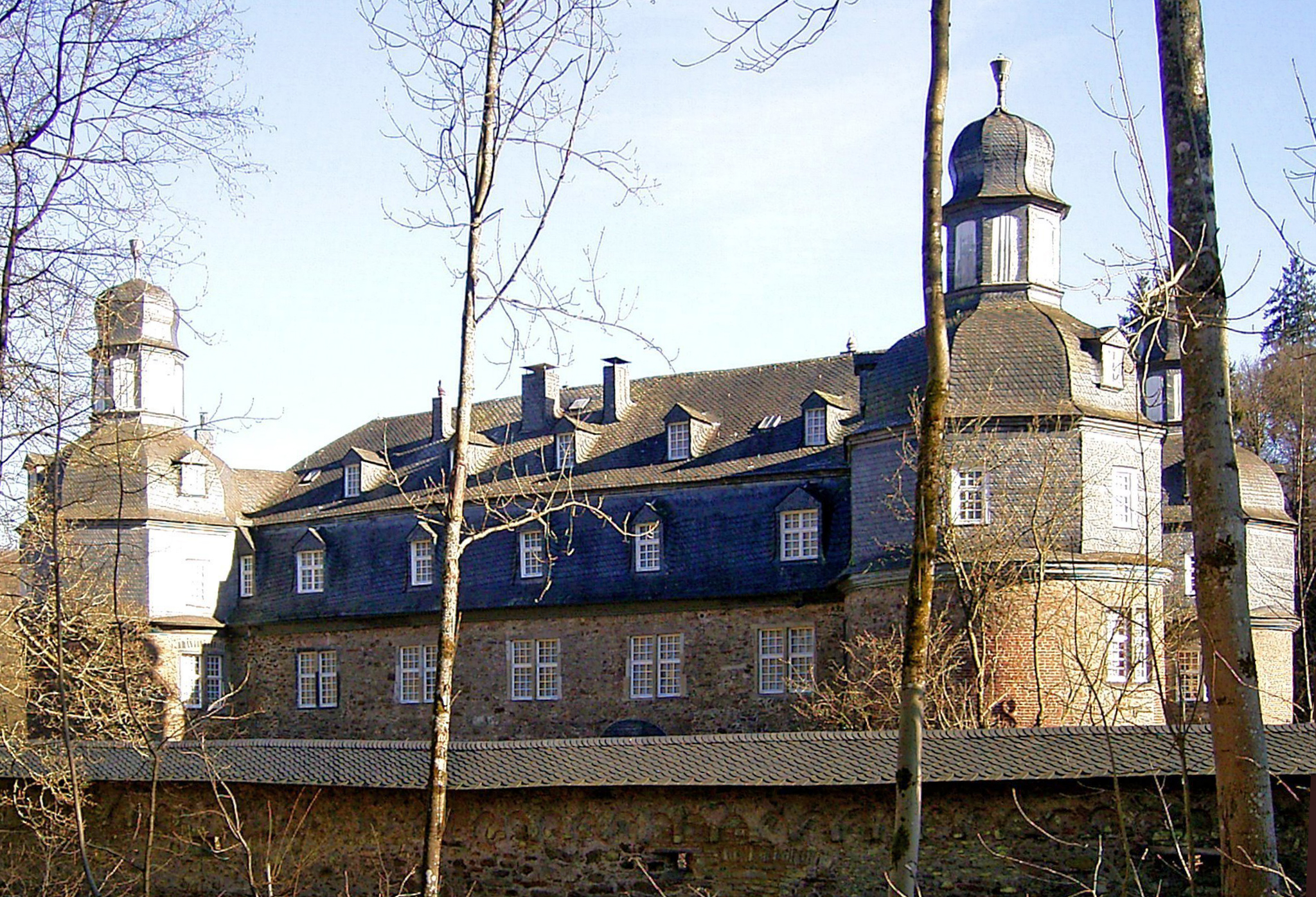
Le château de Crottorf (propriété de la famille depuis 1563)
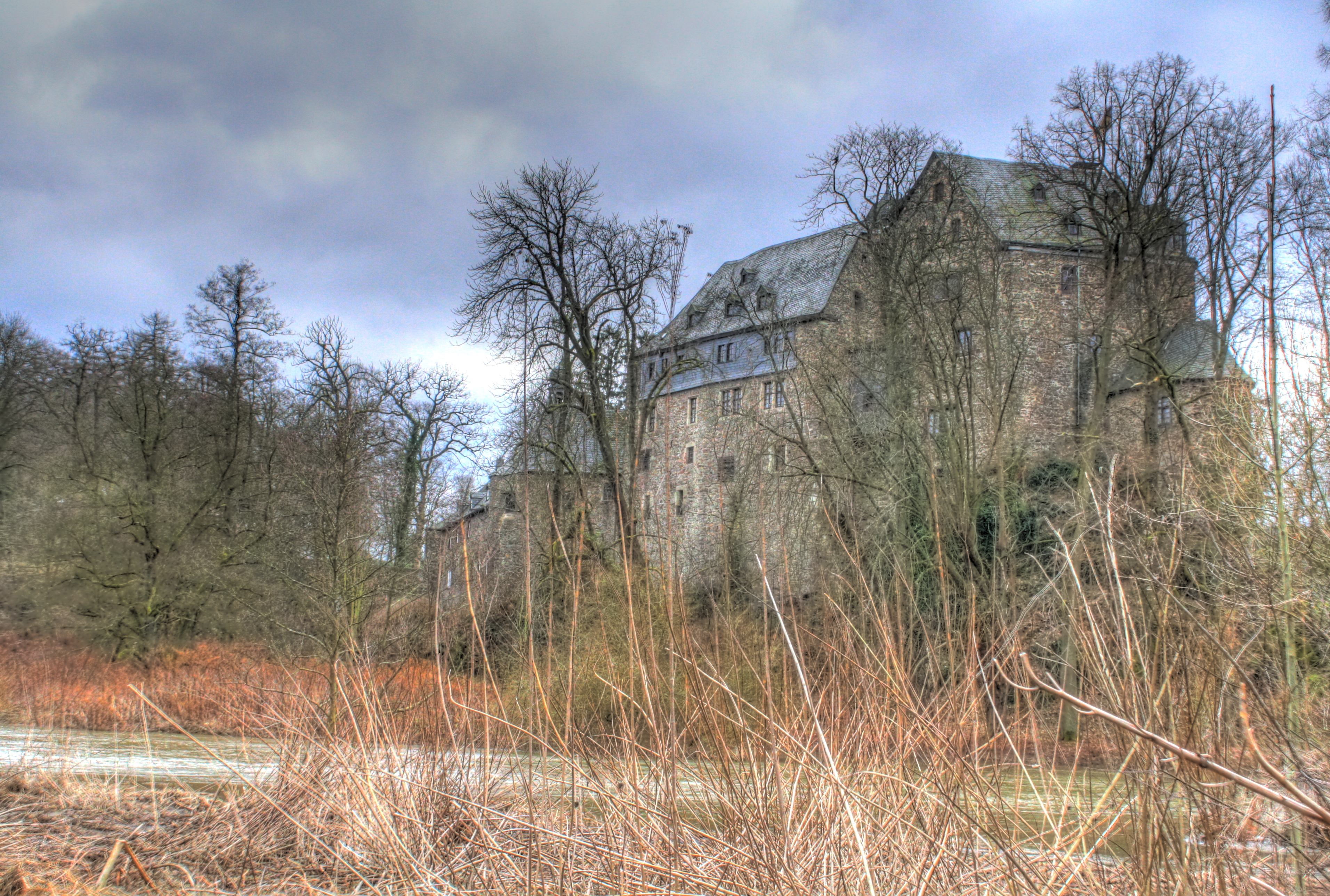
Le château de Schönstein (propriété de la famille depuis 1589)
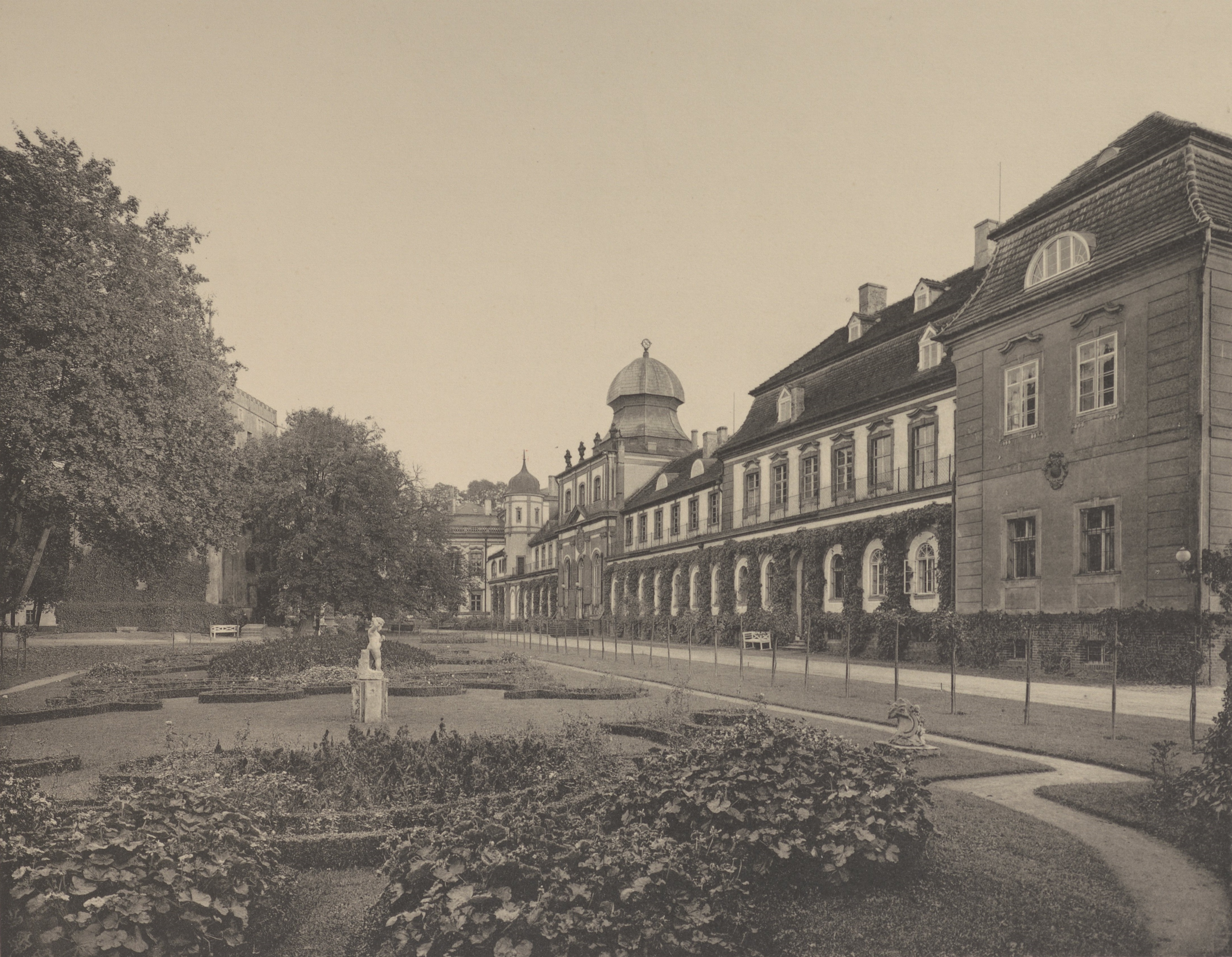
Le château de Trachenberg, Silesie
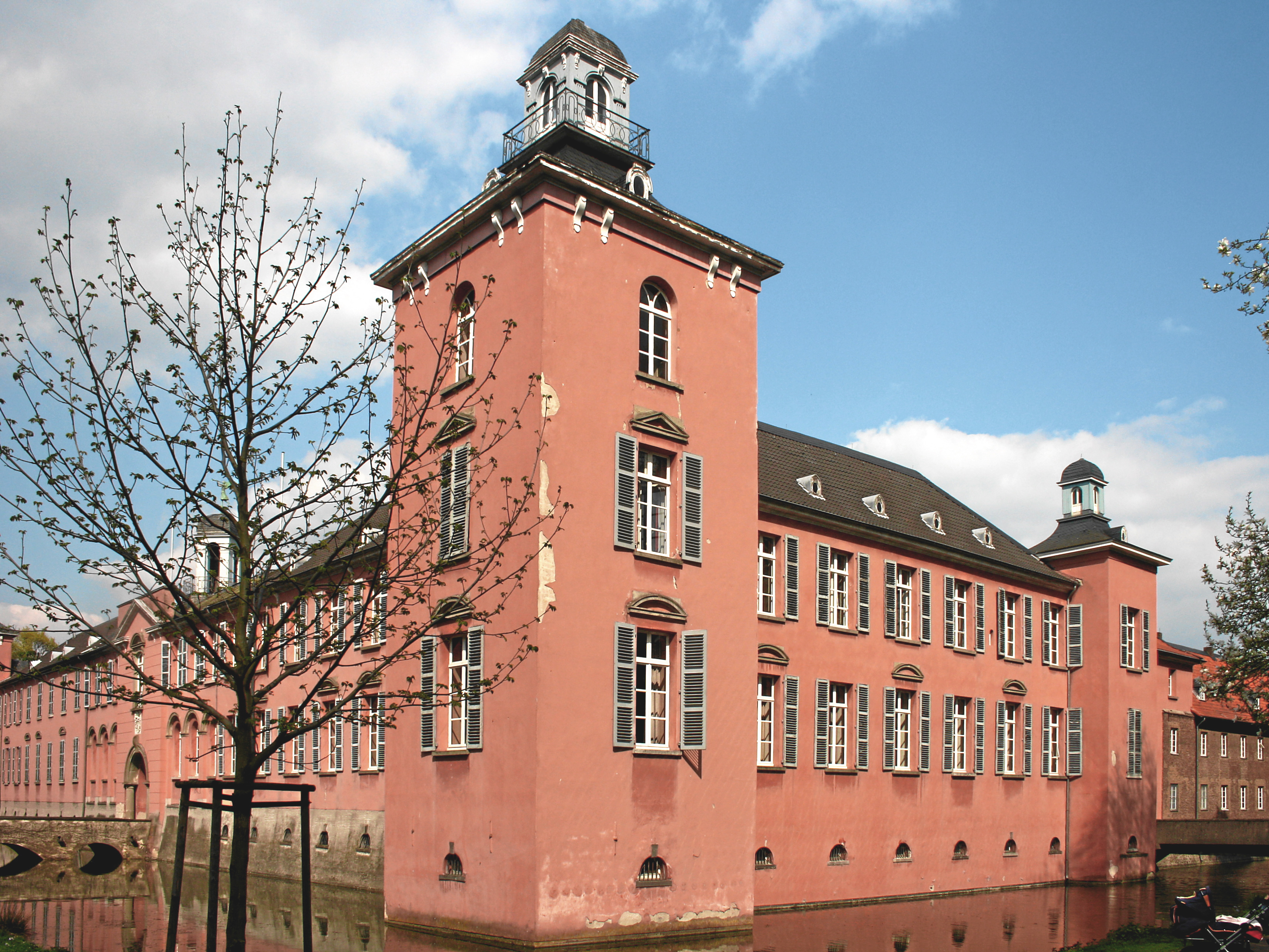
Le château de Kalkum